# Martiodendron excelsum
Martiodendron excelsum är en ärtväxtart som först beskrevs av George Bentham, och fick sitt nu gällande namn av Henry Allan Gleason. Martiodendron excelsum ingår i släktet Martiodendron och familjen ärtväxter. Inga underarter finns listade i Catalogue of Life.